# Blandine Maisonnier
Blandine Maisonnier (Rijsel, 3 januari 1986) is een Franse meerkampster.
Op het Europees Kampioenschap voor neo-senioren in 2007 behaalde ze bij de zevenkamp een tiende plaats. Met een persoonlijk record van 6157 punten won ze op 8 juni 2008 in het Franse Arles de zevenkamp. Hiermee versloeg ze onder andere de Nederlandse Laurien Hoos, die tweede werd met 5961 punten.

## Titels
- Frans kampioene zevenkamp - 2008

## Persoonlijke records
Outdoor
| Onderdeel          | Prestatie | Datum        | Plaats           |
| ------------------ | --------- | ------------ | ---------------- |
| 100 m              | 12,37 s   | 3 juni 2007  | Vénissieux       |
| 200 m              | 24,78 s   | 14 juli 2007 | Debrecen         |
| 800 m              | 2.13,06   | 8 juni 2008  | Arles            |
| 100 m horden       | 13,87 s   | 25 mei 2007  | Bourgoin-Jallieu |
| 400 m horden       | 59,53 s   | 4 mei 2008   | Vénissieux       |
| hoogspringen       | 1,81 m    | 24 mei 2008  | Bourgoin-Jallieu |
| verspringen        | 6,37 m    | 31 mei 2008  | Genève           |
| hink-stap-springen | 13,18 m   | 10 juni 2007 | Tours            |
| kogelstoten        | 12,92 m   | 4 april 2008 | Vénissieux       |
| speerwerpen        | 40,25 m   | 24 juni 2007 | Annecy           |
| zevenkamp          | 6157 p    | 8 juni 2008  | Arles            |
| Heptathlon Girls   | 5149      | 22 juni 2003 | Évian-les-Bains  |

Indoor
| Onderdeel    | Prestatie | Datum           | Plaats  |
| ------------ | --------- | --------------- | ------- |
| hoogspringen | 1,78 m    | 19 januari 2008 | Aubière |
| verspringen  | 6,03 m    | 20 januari 2008 | Aubière |
| kogelstoten  | 11,44 m   | 19 januari 2008 | Aubière |
| vijfkamp     | 4355 p    | 1 maart 2008    | Parijs  |

## Palmares

### tienkamp
- 2007: 10e EK (onder 23 jaar) - 5894 p